# Płytki wzorcowe

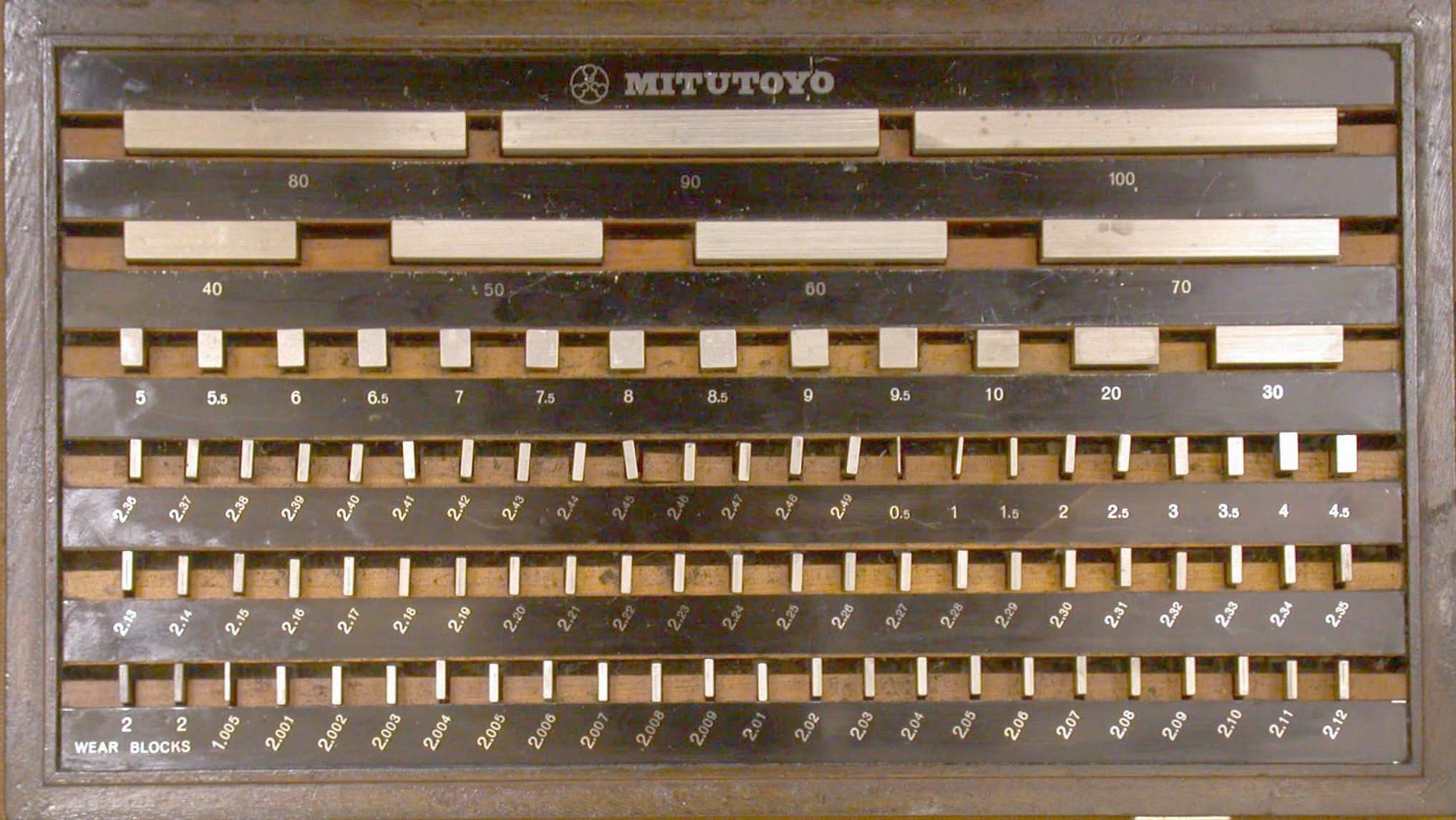
Duży komplet płytek wzorcowych

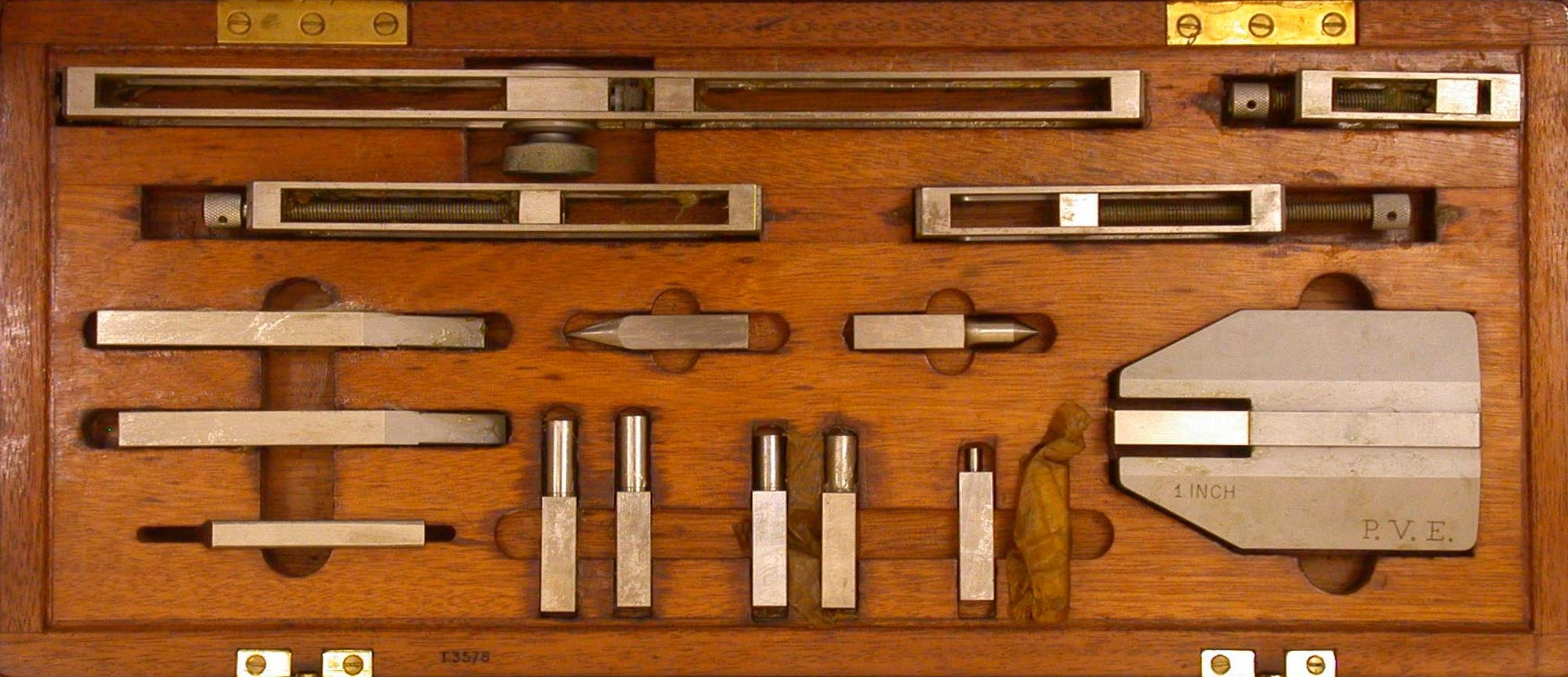
Akcesoria pomocnicze

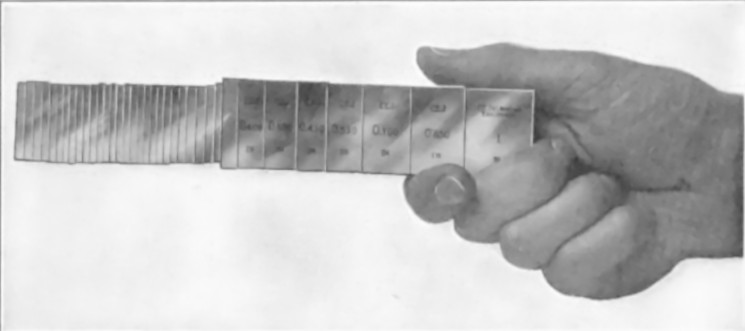
Przywieranie powierzchni płytek pozwala na składanie ich w stosy

Płytki wzorcowe (płytki Johanssona) – jednomiarowe końcowe wzorce długości w kształcie  prostopadłościanów. Wynalazcą jest Carl Edvard Johansson, który w 1901 r. otrzymał na nie szwedzki patent No. 17017. Dzięki przywieraniu dokładnie obrobionych powierzchni pomiarowych, możliwe jest składanie ich w stosy.  Pozwala to, korzystając z niewielkiej {~100) liczby płytek, utworzyć ponad 20 tys. wymiarów stopniowanych co 10 μm składając w stos co najwyżej 5 płytek.  Płytki wzorcowe zostały wprowadzone do przemysłu ok. 1911 roku. 
Płytki wzorcowe wykonywane są w czterech klasach dokładności według PN-EN-ISO 3650:2000:
- klasa K – w laboratoriach pomiarowych do kontroli przyrządów pomiarowych, powinny być stosowane ze świadectwem wzorcowania,
- klasa 0 – jako płytki wzorcowe podstawowe do sprawdzania płytek wzorcowych podporządkowanych (o niższej klasie dokładności); do wzorcowania przyrządów pomiarowych o dużej dokładności,
- klasa 1 – do pomiarów wzorców kontrolnych i sprawdzianów, do wzorcowania m.in. długościomierzy, mikrometrów[1] i pomiarów w laboratoriach pomiarowych,
- klasa 2 – tzw. "warsztatowa", jako wzorce nastawcze i kontrolne przyrządów pomiarowych niższej dokładności, wzorce zastępujące sprawdziany szczękowe, używane do wzorcowania m.in. suwmiarek[2].

Najczęściej używanym materiałem na płytki wzorcowe jest hartowana stal łożyskowa, stabilizowana przez wymrażanie. Droższym materiałem jest ceramika na bazie cyrkonu charakteryzująca się niższym współczynnikiem rozszerzalności temperaturowej, wysoką odpornością na ścieranie, antykorozyjnością i niemagnetycznością. Najwyższą twardość mają płytki wykonane z węglików wolframu, dlatego używane są jako płytki ochronne (komplet 2 płytki o grubości 2 mm) do zabezpieczenia płytek stalowych przed zużyciem.   
Płytki wzorcowe wykonywane są w kompletach (różniących się ilością płytek wzorcowych i ich stopniowaniem):
- komplet 32 sztuk
- komplet 47 sztuk
- komplet 76 sztuk
- komplet 87 sztuk
- komplet 103 sztuk
- komplet 112 sztuk
- komplet 122 sztuk[potrzebny przypis]

Oprócz wymienionych powyżej najczęściej spotykanych kompletów płytek wzorcowych w zakresie (1 – 100) mm, produkowane są także komplety uzupełniające: np. komplet mikrometryczny (0,991 - 1,009 mm, stopniowanie 0,001 mm), komplet uzupełniający powyżej 100 mm (125 – 500 mm - 5 lub 8 płytek wzorcowych), oraz komplety do specjalnych zastosowań – np. zawierające płytki o nietypowych wielkościach dostosowanych do wzorcowania m.in. suwmiarek i mikrometrów.

## Wzorcowanie płytek wzorcowych długości
Wzorcowanie płytek wzorcowych można wykonać jedną z dwóch metod pomiarowych: metodą interferencyjną lub metodą porównawczą. Metoda interferencyjna z uwagi na jej czasochłonność i wysoki koszt stosowana jest zazwyczaj do wzorcowania płytek wzorcowych klasy K. Płytki niższych klas (0, 1 i 2) wzorcowane są metodą porównawczą na komparatorach dwuczujnikowych, gdzie mierzone płytki wzorcowe są porównywane z płytkami wzorcowymi odniesienia (wynik pomiaru musi uwzględniać poprawkę długości płytki odniesienia).
Podczas wzorcowania wyznaczane są następujące parametry:
- odchyłka długości środkowej (parametr obligatoryjny)
- zmienność długości (parametr wyznaczany dodatkowo przy pełnym wzorcowaniu płytek)
- odchyłka płaskości (parametr wyznaczany dodatkowo przy pełnym wzorcowaniu płytek) - zazwyczaj wyznaczana za pomocą płaskiej płytki interferencyjnej
- przywieralność (parametr wyznaczany dodatkowo przy pełnym wzorcowaniu płytek) - wyznaczana za pomocą płaskiej płytki interferencyjnej

Na podstawie wyznaczonych parametrów (zarówno dla wszystkich parametrów jak i tylko dla odchyłki długości środkowej) można podać klasę każdej płytki. Zaliczenie do klasy dokładności jest orzekane zgodnie z normą PN-EN ISO 3650 tablica 5 oraz PN-EN ISO 14253-1.